# アニメソング
アニメソングは、主にアニメ作品で使用される主題歌・挿入歌・イメージソングなどの歌曲、楽曲の総称。アニソンと略される。後述の通り音楽技法による分類ではない。

## 概要
アニメ (anime) と、歌、曲を意味するソング (song) を組み合わせた新語または造語の英語圏で使用されない和製英語。レコード、CDの販売や音楽配信において、主にアニメと分類されるジャンルの曲を指す。
アニメ作品で使用される主題歌・挿入歌・イメージソング以外にも、インスト曲やBGM、そしてゲーム・ラジオドラマ・ドラマCD・特撮などの曲、さらには声優のオリジナル曲もアニメソングと称されることがある。例えば、日本コロムビアの該当カテゴリは 「アニメ・特撮」 である。また、特撮に限定した「特撮ソング（特ソン）」という呼称もある。
個別作品の楽曲に関しては、
- 年代別アニメソング一覧 (オープニング曲)
- 年代別アニメソング一覧 (エンディング曲)
- 年代別アニメソング一覧 (その他)

を参照。

## 特徴
「アニソン界の帝王」と呼ばれる水木一郎は、自身の公式サイトにおいて、「アニメソングは世界に誇ることのできる日本固有の文化だ」と述べている。水木によれば、アニメソングは「色々なジャンルの音楽的要素は含まれているが何かの真似かとわれればそうではない、それでいてアニソン的な音というものが確実にありオリジナルなもの」と解釈している。また、「子供向けの建前があるからこそ、手を抜かず最高に贅沢な音楽であるべき」と主張している。タイアップなどによっては番組内容とは必ずしも関係ない主題歌が増えた事については「たとえ主人公や武器の名前を連呼せずとも、何を訴えたいかが伝わる魂のこもった歌であればアニソンと呼べる」と肯定している。
自由度が高い点も特徴である。音楽ディレクターの甲克裕は「乱暴なことを言ってしまうと、楽曲がアニメ・タイアップになれば、それはもうアニメ・ソングになるわけで、ジャンルは関係ないんですよね」、アニメーション監督の水島精二は「アニソンはアニメの世界観が共有できていればジャンルは問わないんです」、音楽プロデューサーの福田正夫は、「アニメーションの音楽は、非常に制約が少ないんです。作品とマッチしていて、監督とかプロデューサーが気に入ってくれるという大きな枠組みさえクリアしてしまえば、あとは好き勝手なことをやっていい、すごく自由度が高い音楽なんです」と述べている。
編集者・ミステリー作家の日下三蔵は、決まった定形が無くその時時の流行が反映され呼名や曲調・歌手も時代毎に変わり「アニメの歌」という一つの共通点で括られているだけのジャンルのため様々な曲の多様性が大きな魅力となっていると述べている。

## アニメソング歌手
かつてはアニメソングや特撮ソングを専門に歌う「アニメソング歌手」が表に出ることは少なかったが、「およげ!たいやきくん」のヒットで同曲を歌う子門真人が有名になり、子供番組の主題歌を歌う歌手が注目される頃から、少しずつテレビなどの露出も増えていった。

### アニメソングを担当する声優
アニメ作品の主役級の担当声優になると、その作品の主題歌・挿入歌・イメージソングも任されることがあり、年々増加傾向にある。

## 制作会社
主題歌やサウンドトラックなど音源制作は、大手レコード会社（ポニーキャニオン、NBCユニバーサル・エンターテイメントジャパン、ブシロードミュージック等）で一括して自前で行っている作品も多いが、他社と分担する作品も増えている。
また、アニプレックス・SACRA MUSIC（ソニー・ミュージックエンタテインメント）、flying DOG（ビクターエンタテインメント）、エイベックス・ピクチャーズ（エイベックス）、KING AMUSEMENT CREATIVE（キングレコード）、ランティス（バンダイナムコミュージックライブ）などのアニメ専門のレーベルや、ポニーキャニオンなどのレコード会社で制作している。
- キングレコード
  - KING AMUSEMENT CREATIVE（旧スターチャイルドレコード・第三クリエイティブ本部）
  - EVIL LINE RECORDS
- ビクターエンタテインメント
  - flying DOG（旧ビクターエンタテインメントアニメ関連事業部）
- NBCユニバーサル・エンターテイメントジャパン（旧パイオニアLDC→ジェネオンエンタテインメント・RONDO ROBEレーベル→ジェネオン・ユニバーサル・エンタテイメントジャパン）
- ポニーキャニオン
- Sony Musicグループ
  - アニプレックス
  - SACRA MUSIC
  - ミュージックレイン
- エイベックス
  - エイベックス・ピクチャーズ（旧avex mode・avex entertainment）
  - FRAME
- マーベラス（旧マーベラスエンタテイメント→マーベラスAQL）
- 日本コロムビア（旧コロムビアミュージックエンタテインメント）
  - コロムビアハウス
- バンダイナムコミュージックライブ（旧バンダイナムコアーツ）
  - ランティス
- ビーイング
- ブシロードミュージック
- ワーナー ブラザース ジャパン
  - ワーナー・ブラザース・ホームエンターテイメント（旧ワーナー・ホーム・ビデオ）
- トップ・マーシャル
  - SMIRAL
- DMM music
- 東宝
  - TOHO animation
- トムス・エンタテインメント
  - トムス・ミュージック
- MAGES.
  - 5pb.
- フロンティアワークス
- KADOKAWA
  - メディアファクトリー

## アニメソング史
1929年、同名の童謡をアニメ化したレコード・トーキーによる実験映画『黒ニャゴ』（1931年公開）が製作され、市販のレコードがサウンドトラックとして使用されたことが始まりと言われている。
東映動画が本格的に長編まんが映画を制作し始める以前、および東映動画の初期の作品では、アニメソングは主に登場人物によって歌唱される劇中歌の扱いが多かった。それらのアニメソングはレコードとして発売されることは少なく、ほとんどの曲は未発売である。東映動画の総天然色長編漫画映画の劇中歌は後にCD-BOX『東映長編アニメ音楽大全集』（1996年発売）に収録された。なお、主題歌はテレビ・ラジオドラマで主に使用されていた。
朝日ソノラマの『まんがソノシート』のヒット、連続テレビまんがの放映開始、主題歌フォノシートの各社競作発売、日本コロムビアの専用規格での参入から「まんがの歌（＝アニメソング）」はほぼ成立し、「テレビまんが」「まんが映画」から「アニメ」と呼称の変化を経て、「アニメソング」はジャンルとして確立した。
物品税の時代は童謡と判定されれば非課税であったため、アニメソングを『童謡扱い』とするレコード会社もあった。

### 作風史
主題歌は映画音楽やテレビ映画で存在していたが、日本のアニメにおいては1963年元旦に放送開始された『鉄腕アトム』が最初期とされており、本作にて本編前後に主題歌を付けたことをきっかけにオープニング・エンディングからなるアニメソングの基本的なフォーマットが成立した。童謡のように歌詞に主人公の活躍やストーリー展開を散りばめて作品イメージを連想させるスタイルは事実上のアニメソングの基本形となり、「トムとジェリー」など外国アニメの日本版主題歌や、2020年代の現代までの子供向けアニメや特撮作品で継承されている。
黎明期のアニメ主題歌は、方法論が確立されていないこともあり作詞では詩人の谷川俊太郎や放送作家の前田武彦などの著名な文筆家、作曲では三木鶏郎・小林亜星などの一般に知られる作曲家が手掛け童謡的な作風が中心となっており、児童合唱団、あるいは成人歌手（コーラス・グループを含む）や俳優が歌ったものが多かった。当時、アニメソング歌手と呼べる活躍をしていた歌手に、石川進や前川陽子がいる。またヒーロー・ロボット・スポーツ系アニメでは軍歌調の勇ましい楽曲が中心となった。石川進が歌う「オバケのQ太郎」、森本英世が歌う「行け!タイガーマスク」が作品の人気から200万枚以上のレコード売上を達成した。
1960年代末〜1970年代に入ると日本コロムビアが東映動画・タツノコプロ・東京ムービー等の主要アニメスタジオと関係を構築しいち早くレコードの制作体制を強化し、水木一郎、堀江美都子、大杉久美子などアニメ主題歌を活動の主体とするアニメソング歌手が登場。主題歌以外の挿入歌やキャラクターの声優が歌唱したイメージソングを収録したLPアルバムやシングルレコードが企画・発売されるようになる。ささきいさおが歌う「宇宙戦艦ヤマト」が200万枚以上、『アルプスの少女ハイジ』の主題歌「おしえて（歌：伊集加代）」、「キャンディ・キャンディ（歌：堀江美都子）」などがそれぞれ100万枚以上のレコード売上を達成した。1970年代後半以後、ビクターエンタテインメント（タイムボカンシリーズなど）、キングレコード（機動戦士ガンダムなど）、キャニオンレコードなどの各レコード会社がアニメソングに注力するようになる。
1960年代から1970年代頃までは、同じ作曲家が主題歌とBGMの作曲をまとめて担当するケースが多く、BGMには主題歌のアレンジ曲も多く含まれていた。渡辺宙明によると、作曲家として名前を覚えてもらうためには、歌とBGMの両方を担当し、長年にわたって数作品を担当するのが良いが、近年の作曲家は飛び飛びにやっていると述べている。なお、渡辺の場合、先に書かれた詞に曲を付けるが、「バンバラ」「ダンダン」などのスキャットを付加することもある。
製作会社の企画部（企画室）名義、あるいは原作者か脚本担当者によって書かれたものも多く、主人公や技・武器の名称を連呼する歌詞が主流であり、番組名やキャラクター名がそのまま歌のタイトルになっていることが一般的だった。渡辺宙明は、特に主題歌は「番組の顔」として慎重に作るが、「ハカイダーの歌」（『人造人間キカイダー』の挿入歌）などのように「キャラクターに助けられた」曲もあるという。
1979年8月に公開されたアニメーション映画の主題歌であるゴダイゴ「銀河鉄道999」は、当時まだ珍しいニューミュージックな曲調やアーティストの人気もあり120万枚のレコード売上を達成した。
1980年代からはOVA作品の登場に伴いアニメソングの製作数が一段と増すこととなる。1981年10月から4年半放送された『うる星やつら』の主題歌「ラムのラブソング」は、作品の人気と当時流行していたテクノポップの曲調が相まってキャニオンレコードのアニメソングで初の50万枚を超えるレコード売上を達成。芸能事務所のキティグループがアニメーション製作も行い、作曲の小林泉美、歌手の松谷祐子ともにキティのアーティストであった。1983年にアニメの制作体制が変更してからはキティ主導で2クールごとにオープニング・エンディング曲と歌手の交代を行った。これによって同作の中心的な視聴者であるティーンエイジャーやおたく層に向けて、キティが手掛けたアイドルやバンドの認知度向上とレコードの購買につながることを見い出し、後の『みゆき』や『タッチ』などでキティレコードとポニーキャニオンが自社所属の新人歌手で踏襲するようになる。
「ラムのラブソング」以降のハイティーン向けのアニメ作品では、物語やキャラクターを連想させる歌詞はありながら、キャラクターの名前は含まず現代的なニューミュージック調、後にいうJ-POP志向の楽曲へ変化を遂げていく。この傾向は「愛をとりもどせ!!」や『シティーハンター』シリーズなどキティ・ポニーキャニオン以外の作品にも広がっていった。
1980年代に入るとアニメファン層の確立に伴い、アニメソングが新人アイドルやロックバンドのプロモーションに使われるケースが目立つようになり、中には『ゴッドマジンガー』オープニングテーマの「Dreamy My Love」など、歌詞からは作品内容を想像しづらい（と評される）主題歌も登場した。
1990年代頃はアニメソングが「CDを売るためのプロモーション」に位置づけられることも多く、著名アーティストが担当した際に作品内容とリンクしない楽曲も多く見られた。SPE・ビジュアルワークスの肥田光久取締役（当時）は、『るろうに剣心 -明治剣客浪漫譚-』のオープニングテーマに起用されたJUDY AND MARYの「そばかす」について、作品内容とのギャップから最初は視聴者のクレームが来たが、やがてそれが関心に変わり、CDを買うことに結びついたと述べている。一方で、GLAYの『ヤマトタケル』主題歌や田村直美の『魔法騎士レイアース』主題歌など、作品のイメージに沿った楽曲もみられた。
2000年代に入るとシングルや関連曲集などCD売上に占めるアニメソングの比重がより増加し、また物語の主題などを反映した曲が求められるようになった。その後、アニメ全体のコンテンツパワーが世界的に高まったことや、アニメ好きを公言するJ-POPアーティストが増加したことも影響し、2010年代から2020年代時点では作品に寄り添った構成の楽曲が増加傾向にある。『チェンソーマン』オープニングテーマの米津玄師「KICK BACK」や『【推しの子】』第1期オープニングテーマのYOASOBI「アイドル」はその好例である。
アニメソングを著名アーティストが担当することが増える一方で、1990年代後半頃からはアニメ・アニメソングファンの間で認知されていたアーティストが、メジャーな場に登場するケースも見られるようになった。冨田明宏はその特筆すべき例として菅野よう子を挙げている。

### 商業史
朝日ソノラマの『まんがソノシート』のヒットから、「まんがの歌」の本格的な商品展開が始まり、テレビまんがの登場、アニメブーム、声優ブームなどを経て、その規模を大きく広げている。
朝日ソノラマの『まんがソノシート』の安価で、ドラマや絵物語等の掲載された冊子が充実したフォノシート、音質に勝るが収録内容に劣るレコード、ともに子供たちに支持されて売り上げをのばす。
当初の音源は、本編用・レコード用等に分けて 作品の製作会社や朝日ソノラマが製作していたが、やがてレコード会社がオリジナル曲の独占使用を目的として原盤製作を行うようになった。
1977年に日本コロムビアから『交響組曲 宇宙戦艦ヤマト』、1978年にキングレコードからオムニバス盤『ウルトラマン大百科』が発売され、ヒットした。『交響組曲 宇宙戦艦ヤマト』は以降のアニメ・特撮のサントラ盤『組曲シリーズ』の発売に、『ウルトラマン大百科』は『無敵超人ザンボット3』（1977年）のサントラ盤発売につながり、それらのヒットから以降の特撮・アニメサントラ盤の発売へと繋がった。『宇宙戦艦ヤマト』や『銀河鉄道999』などのヒットにより、購買層は中高生層まで広がり、多くのレコード会社がアニメソングに着目するようになったとされる（『交響組曲 宇宙戦艦ヤマト』を作った際に念頭にあったモデルは『子どものための交響詩 ジャングル大帝』であったといわれる）。木村英俊によると、1983年当時、アニメレコードの市場規模はざっと100億円とみられ、既に固定した市場が確立していた。
1980年代に入ると、第二次声優ブーム、青年層が中心のアニメブーム、レコード会社のタイアップ戦略などの結果、頻繁に交代する主題歌、キャラクター別CD、同人誌のようなセルフパロディCD、声優によるオリジナルCDの発売など、多数のオーディオビジュアルアイテムが発売されるようになった。また、限定盤を除いてレコード盤の製造・販売が終了した。以降、コレクターズアイテムとしてレコード盤は一部の作品のみの数量限定生産となった。
1980年代には、歌謡曲で活躍する歌手がアニメソングを歌うことも増えていった。特に1983年に『キャッツ・アイ』のオープニングテーマを杏里が歌い、100万枚を超える大ヒットとなった後にはその傾向が強まっていく。
『海のトリトン』（1972年）における南こうせつとかぐや姫など、歌手のプロモーションとしてアニメとのタイアップが行われた例は以前からみられたが、1985年10月から2年間放送された『ハイスクール!奇面組』ではそれをさらに徹底させ、おニャン子クラブの内部ユニットであるうしろゆびさされ組・うしろ髪ひかれ隊が主題歌を歌い、新曲の発売と連動してアニメの曲を変えるというスタイルを確立した。
1987年、「絵の出るCD」としてCDビデオが発売された。アニメでは、音声トラックに既発売の曲を収録したほか、ビデオトラックにノンテロップOP、EDを収録した『きまぐれオレンジロード』、新作PVを収録した『バブルガムクライシス』のほか、ビデオトラックのみにPVと主題歌を収録した『毎日が日曜日』などが発売された。
1980年代まで主題歌の制作は、製作権を有するテレビ局・広告代理店やアニメ制作会社が懇意のレコード会社や音楽出版社に番組のイメージなどを共有し、配下のディレクターや作家が書き下ろすスタイルであったが、1993年にテレビ朝日ミュージックがテレビドラマの主題歌と同じ手法で『SLAM DUNK』の主題歌にビーイングがストックしていた「君が好きだと叫びたい」のタイアップを提案し採用された結果、アーティストのファンと原作・アニメファン双方で支持されてヒットする。これ以降、放送局系の音楽出版社が番組制作会社とレコード会社を取り持ち、楽曲制作の出資や仲介を積極的に行うようになった。
2000年代前半頃から、音楽配信サイトでのダウンロード販売が増え始めた。また、音楽配信サイトだけではなく、一部のアニメ関連サイトでも専用のダウンロードコーナーが設置されるようになった。
2001年、俗に「限定版商法」または「同梱商法」と呼ばれる販売手法が始まる。初回生産分のみに何らかの特典が付く商品とは違い、何らかの特典が付いた初回限定版と、特典が最初から付いていない通常版がそれぞれ販売される もので、当初は音楽ソフトとは全く関係のないグッズが同梱されていたが、後にミュージッククリップなどが収録されたDVDソフトやボーナスCDが同梱されることが多くなった。DVDソフトの「限定版商法」では、当初はフィギュアなどのグッズを同梱することが多かったが、後に主題歌CD、ドラマCD、サントラCDなどが同梱されることが多くなった。
2002年、DVDオーディオ、DVD music、DVDシングルなどのDVDを利用した音楽ソフトが発売された。
2004年秋クールは『魔法少女リリカルなのは』の水樹奈々・田村ゆかり、『ローゼンメイデン』のALI PROJECT、『神無月の巫女』のKOTOKOらI've勢といったアーティストのブームのきっかけになり、また『月詠 -MOON PHASE-』でフランス人のディミトリ・フロム・パリの異色起用、『舞-HiME』でランティス勢総動員など話題に恵まれた。
2000年代後半からニコニコ動画やYouTubeといった動画サイトが登場し、2000年代末以降、インターネット上で歌ってみた出身者（いわゆる「歌い手」）やボーカロイドP（ボカロP）として活動する者がアニメソング提供や歌唱の提供に関わることが増えた。
2010年、一部新番組の宣伝用としてOP/EDのTVサイズとボイスメッセージ等を収録したレンタル専用のサンプラーCDの発売が開始された。レンタル専用なので一般販売はしていないが、レンタル落ちCDとして入手可能。
2011年頃から、パッケージ販売化されていない音源の音楽ダウンロードサイトでの販売が始まる。
2012年、パッケージ発売に先駆けてTVサイズ音源のダウンロード販売が始まる。
2010年代後半以降、Spotifyなどの音楽ストリーミングサービスの普及により、収益源が従来のCD販売やダウンロード販売に加え、ストリーミング再生数に基づく収入など、より多様になった。また、デジタル配信の発展によって海外展開が容易になり、アニメソングはJ-POPの主要ジャンルの一つとして世界的に注目を集めるようになった。

### 主な出来事

#### 1950年代以前
- 1933年
  - 大藤信郎監督によるトーキー『蛙三勇士』では、既成の流行歌である「銀座の柳」と「肉弾三勇士の歌」が挿入歌として用いられた[43]。
- 1934年
  - 『月の宮の王女様』で挿入歌として新規の楽曲が作られ、伊藤久男と村山雪子が歌った[10]。
- 1935年
  - 瀬尾発声漫画研究所の制作による映画『のらくろ二等兵』（横浜シネマ商会制作の『のらくろ二等兵・教練の巻、演習の巻』とは別作品）の主題歌に、軍歌「勇敢なる水兵」の替え歌が使われた[44]。
- 1944年
  - 『フクチャンの潜水艦』では、主題歌『フクちゃん部隊出撃の歌』と『潜水艦の台所』が作られ、SPレコードが発売された。アニメのために作られた楽曲の発売は日本初。

#### 1960年代
- 1963年
  - 12月。日本初のテレビまんがのソノシート、『鉄腕アトム・第1集』[注釈 16] が朝日ソノラマから発売される。売上は120万部[45]。また、翌年6月発売の『鉄腕アトム・第2集』[注釈 17] も80万部を売り上げた[45]。
- 1965年
  - 2月。テレビまんが『鉄腕アトム』で日本初のドラマ編LPレコード『鉄腕アトム 人工太陽球の巻』（LW-4021-EM）がクラウンレコードから発売された。その後シリーズ化。
  - 後にアニメ音楽を多く手掛ける渡辺岳夫が『0戦はやと』で、菊池俊輔が『宇宙パトロールホッパ』でアニメソングに進出する[7]。
  - 『ハッスルパンチ』で登場人物を演じた大山のぶ代、久里千春、水垣洋子が主題歌を歌った。これが声優が初めて作品の主題歌を歌ったケースとされる[7]。
- 1966年
  - 5月に発売された「オバQ音頭」はミリオンセラーとなった。売上はレコードだけで200万枚以上[46][注釈 18]。
  - 7月に『ジャングル大帝』の主題歌・挿入歌を収録したLPレコード『ジャングル大帝 ヒット・パレード』が[47]、11月に劇伴音楽を交響曲として再構成したLPレコード『子どものための交響詩 ジャングル大帝』が[48]日本コロムビアから発売された。どちらもテレビまんがの「LPレコード」としては日本初。
  - 石川進の「オバケのQ太郎」が第8回日本レコード大賞の童謡賞を受賞する[49]。
- 1969年
  - 『紅三四郎』で堀江美都子が、『アタックNo.1』で大杉久美子がそれぞれアニメソングデビュー[7]。

#### 1970年代
- 1970年
  - 玉川砂記子（玉川さきこ）の「ムーミンのテーマ」が第12回日本レコード大賞の童謡賞を受賞する。これはビクターエンタテインメント版カバーバージョンで、オリジナル歌手は藤田淑子である[7][50]。
  - 『あしたのジョー』でヒデ夕樹（ヒデ夕木）がアニメソングデビュー[7]。
- 1971年
  - 日本初の「芸能界を描いたアイドルアニメ」とされる[51]、『さすらいの太陽』が放送開始。多くの既成曲が劇中で歌われ[52]、劇中で主人公が歌うオリジナル曲「鎖」「あなたに選ばれて」は実際にレコード発売された。
  - 『原始少年リュウ』で水木一郎が、『仮面ライダー』で子門真人がそれぞれアニメ・特撮ソングデビュー[7]。
- 1972年
  - 『樫の木モック』でかおりくみこ（小野木久美子）がアニメソングデビュー[7]。
  - 渡辺宙明が『マジンガーZ』で本格的にアニメに参入する[7]。
- 1973年
  - 12月。日本初のテレビまんがのオリジナル音楽集LP、『冒険コロボックル コロボックル達の小さな世界』がキングレコードから発売された[53]。
  - 『新造人間キャシャーン』でささきいさおがアニメソングデビュー[7]。
- 1974年
  - 『アルプスの少女ハイジ』において、日本のアニメソングとして初めて海外録音が行われた[54]。
  - 『てんとう虫の歌』でこおろぎ'73がアニメソングデビュー[55]。
  - 『アルプスの少女ハイジ』のオープニングテーマとして使われた、伊集加代子（現：伊集加代）の「おしえて」が1974年下期『FNS歌謡祭音楽大賞』で特別賞を受賞する[注釈 19][56][57]。
- 1975年
  - 『ラ・セーヌの星』において、フランス人歌手のアレーヌ（フランス語版）が主題歌を歌った。主題歌のメイン歌唱を外国人が担当するのは日本の子供向け番組では初とされる[58]。
  - 『昆虫物語 みなしごハッチ』などのアニメソングを歌っていた嶋崎由理が、「しまざき由理」と改名して歌ったテレビドラマ『Gメン'75』の主題歌「面影」がヒット。児童歌手からポップス歌手への転向の成功例にもなった[55]。
  - 『タイムボカン』で山本正之がアニメソングデビュー。以後タイムボカンシリーズでは主題歌のみならず劇伴音楽も担当する[59]。
  - 12月。『ひらけ!ポンキッキ』内で放送された「およげ!たいやきくん」がシングルレコードとして発売され、翌1976年にかけて大ヒット。後年、「日本で最も売れたシングル・レコード」（450万枚）としてギネス世界記録に認定された（「ギネス世界記録2009」に掲載）[60]。
- 1976年
  - 10月1日。4枚組LP『テレビまんが主題歌のあゆみ』が日本コロムビアから発売され、当時のテレビまんがのLPとしては異例の12万セット（単品換算48万枚）の売り上げを記録した[61][62]。続編も発売され、後にはCD化・デジタルリマスター版も発売されるなど、ロングセラーのシリーズとなっている。
  - この年発行された教育芸術社発行の高校1年生用教科書に、「ララルー」（『わんわん物語』挿入歌）が掲載される[63]。これが日本の音楽教科書に初めて掲載されたアニメソングとされる[64]。
- 1977年
  - 8月28日付のオリコンLPチャートにおいて、『宇宙戦艦ヤマト』のドラマ盤LPが1位を獲得。アニメ関連作品の週間アルバムチャート1位はオリコン初[65]。
  - 9月。LP『日本の映画音楽 伊福部昭の世界』が東宝レコードから発売される。『ゴジラ』をはじめとする東宝特撮映画のテーマ音楽を収録した初のレコードとして注目され、映画音楽のアルバムとしてはヒットする。これを受けて1978年2月に『ゴジラ オリジナル・サウンドトラック』が発売されこれもヒット[66]。
  - ささきいさおの「宇宙戦艦ヤマト」、堀江美都子の「キャンディ・キャンディ」がオリジナル・コンフィデンス主催・第10回日本レコードセールス大賞の「オリコン特別賞」を受賞する[67][注釈 20]。
  - 当時のテレビアニメにおいて珍しいインストゥルメンタルのオープニング曲『ルパン三世のテーマ』が発表される。
- 1978年
  - 『宇宙海賊キャプテンハーロック』において、大編成のオーケストラを使った組曲としてBGMが制作された。アニメ音楽としては前例のない試みであった[68]。
  - 特撮テレビドラマ『スパイダーマン』のサウンドトラック盤LPレコード『エキセントリック・サウンド・オブ・スパイダーマン』が発売される。特撮ヒーロー番組のサウンドトラック盤が放映当時に発売されたのは日本初[69]。
  - 羽田健太郎が『宝島』でアニメ音楽に進出する[7]。
  - 『宇宙戦艦ヤマト三部作』が第20回日本レコード大賞の企画賞を受賞する[70]。

#### 1980年代
- 1980年
  - 7月。キングレコード／セブンシーズレコードより主題歌・挿入歌の入ったカセットに絵本が付いた「絵本つきカセット」が発売される。確認されているのは「機動戦士ガンダム」2種と「宇宙戦士バルディオス」の合計3種類。歌4曲、または歌4曲とBGMを収録。絵本付き商品はその後、アポロンの『アポッコ』シリーズ、日本コロムビアの『コロちゃんパック』などが発売された。
  - 『無敵ロボ トライダーG7』でたいらいさおがアニメソングデビュー[71]。
  - アニメ映画『ヤマトよ永遠に』の主題歌として使われた布施明の「愛よその日まで」が、「第31回NHK紅白歌合戦」の曲目として起用される。これがアニメソング史上初の紅白出場とされる[72]。
- 1981年
  - 『名犬ジョリィ』において、ベルギーの作曲家・ティティーネ・スケーベンスが主題歌の作曲を担当した。主題歌を外国人が作曲するのは日本のテレビアニメでは初とされる[73]。
  - 『太陽戦隊サンバルカン』で串田アキラがアニメ・特撮ソングデビュー[74]。
- 1983年
  - 『銀河漂流バイファム』において、当時の日本のテレビアニメでは異例となる全曲英語詞の主題歌「HELLO, VIFAM」が使用され、アニメファンの大きな話題となる[21]。
- 1984年
  - 5月4日。『宇宙戦艦ヤマト』のテーマモチーフ（宮川泰の作曲）を用いて羽田健太郎が作曲した「交響曲 宇宙戦艦ヤマト」が、NHK交響楽団（N響）の演奏、大友直人の指揮にて初演される。当時、N響がアニメ音楽を演奏することは前代未聞であった[75]。
- 1985年
  - 『電撃戦隊チェンジマン』で影山ヒロノブがアニメ・特撮ソングデビュー[76]。
- 1987年
  - 第1回日本ゴールドディスク大賞が発表され、「The Best Album of the Year（ベスト・アルバム・オブ・ザ・イヤー）」に「アニメ部門」が設けられる。第1回の受賞作品は『ハイスクール!奇面組』のサウンドトラック盤[77]。
- 1989年
  - テレビアニメ『鎧伝サムライトルーパー』に出演した5人の男性声優によるユニット「NG5」が結成され、ブレイクする。これ以後、「売れる」ことも念頭に置いて出演声優を主題歌に起用するケースが増えたとの分析もある[21]。

#### 1990年代
- 1990年
  - 『ちびまる子ちゃん』のエンディングテーマとして使われた（後にオープニングテーマにも起用）B.B.クィーンズの「おどるポンポコリン」が第32回日本レコード大賞のポップス・ロック部門大賞を受賞する[78]。
- 1991年
  - 『らんま1/2』のキャラクターソングのシングル盤がポニーキャニオンから発売される。これ以後、出演声優がキャラクター名義で歌う楽曲が、シングル盤として発売される例が目立つようになる[7]。
- 1994年
  - 7月。アニメ映画『ストリートファイターII MOVIE』の主題歌として使われた篠原涼子の「恋しさと せつなさと 心強さと」が発売され、アニメタイアップのシングル盤として、オリコン史上歴代1位の売上枚数を達成する[79]。
  - 7月。林原めぐみのアルバム『SPHERE』が発売され、声優のソロCDとしては初のオリコン週間トップ10入りを達成する[72]。
  - 『マクロス7』において、劇伴を使わない試みがされる[80]。
  - 『怪獣王〜日本SF・幻想・映画・音楽体系』が第36回日本レコード大賞の企画賞を受賞する[81]。
- 1995年
  - 4月15日。アニメソングのカウントダウン番組『SOMETHING DREAMS マルチメディアカウントダウン』が放送開始[82]。第1回の1位は、『D・N・A² 〜何処かで失くしたあいつのアイツ〜』のエンディングテーマに起用されたシャ乱Qの「シングルベッド」だった[83]。
- 1996年
  - 10月。アニメソングをヘヴィメタルのアレンジで歌う企画バンド「アニメタル」がCDデビューし、ヒットする[84][85]。
- 1997年
  - 椎名へきるが声優アーティスト初の日本武道館単独公演を行う[72]。
  - 『もののけ姫 サウンドトラック』と『新世紀エヴァンゲリオン』が第39回日本レコード大賞の企画賞を受賞する[86]。
- 1998年
  - 6月。『ルパン三世』シリーズのリミックス・アルバム『PUNCH THE MONKEY!』が発売され大ヒット。翌年発売の続編『PUNCH THE MONKEY! 2』と合わせた出荷枚数は100万枚を超えた[87][88]。
- 1999年
  - 1月12日。アニメソングなどのリクエストを集計するカウントダウン番組『快進撃TVうたえモン』がフジテレビで放送開始[89]。
  - 9月。『KAIKANフレーズ』に登場するロックバンド・Λucifer（リュシフェル）の現実版として、同名のΛuciferというバンドが「堕天使BLUE」でCDデビューする[90]。アニメ終了後も独立したバンドとして2003年まで活動[90]、その後何度か再結成している。

#### 2000年代
- 2000年
  - 11月。『名探偵コナン』のテーマ曲集第1弾で、B'z、ZARD、小松未歩、倉木麻衣などが参加しているアルバム『THE BEST OF DETECTIVE CONAN 〜名探偵コナン テーマ曲集〜』が発売され、ミリオンセラーを達成する[72]。
- 2001年
  - 『犬夜叉』のエンディングテーマとして使われた浜崎あゆみの「Dearest」が、第43回日本レコード大賞の大賞を受賞する[91]。
- 2002年
  - 6月10日。『天地無用! GXP』で携帯電話・コンビニ端末における主題歌のダウンロード販売が行われた[92]。
- 2003年
  - 久石譲が作曲した「千と千尋の神隠しBGM」が、2002年度[注釈 21]の日本音楽著作権協会（JASRAC）における著作権使用料分配額（国内作品）で1位を記録し、2003年JASRAC賞金賞を受賞する[93]。
  - 8月。ドワンゴとコンポジットが、携帯電話向けのアニメ音楽の着信メロディ配信サイト「アニメロミックス」を開設する[94]。
- 2004年
  - 1973年のアニメ『キューティーハニー』のオープニングテーマとして使われた前川陽子の「キューティーハニー」を、倖田來未が映画『キューティーハニー』・OVA『Re:キューティーハニー』の主題歌としてカバーし、倖田自身の知名度を上げた[95]。
  - 10月。『鋼の錬金術師』の主題歌集『鋼の錬金術師 COMPLETE BEST』が発売され、アニメ作品のコンピレーション・アルバムとしては初のオリコン週間1位を獲得する[65]。
- 2005年
  - 『魔法先生ネギま!』（2005年1月〜6月）のオープニングテーマ「ハッピー☆マテリアル」において、「放送期間中、同じ曲を毎月、登場人物（を演じる声優）が交代で歌う」という異色のリリース方法が行われた[96]。また、ラジオ番組での森山直太朗[97]のアニソン揶揄発言がきっかけで、これに反発したネット住民による同曲のCD購入運動が「2ちゃんねる」から発生した[98]。
  - 5月24日。ソニーミュージックが、アニメ音楽専門のダウンロードサイト「Sony Music "ANIME" Songs」を開設する[99]。日本において、大手による本格的なパソコン向けのアニメ音楽のダウンロードサイトとしては最初期のものである[100]。
  - 7月10日。「Animelo Summer Live」第1回開催[101]。大規模アニメソングフェスティバルのさきがけとなる。
- 2006年
  - 『涼宮ハルヒの憂鬱』のエンディングテーマとして使われた平野綾、茅原実里、後藤邑子の「ハレ晴レユカイ」に合わせて登場キャラクターたちが踊るダンスが注目を集め[102]、真似て踊ることが流行し「踊ってみた」文化の草分け的存在になる[72]。
- 2007年
  - 久石譲が作曲した「ハウルの動く城BGM」が、2006年度[注釈 22]の日本音楽著作権協会における著作権使用料分配額（国内作品）で1位を記録し、2007年JASRAC賞金賞を受賞する[103]。
  - 6月8日。アニメソングを取り上げあげた定期刊行物として『アニソンマガジン』（洋泉社MOOK）が創刊される[104]。本ムックは1年ほどで休刊するが、編集スタッフの一部は『リスアニ』（エムオン・エンタテインメント）に引き継がれた[105][106]。
  - 8月[107]。2005年のアニメ『創聖のアクエリオン』のオープニングテーマとして採用されたAKINO from bless4の「創聖のアクエリオン」が、三共『CRフィーバー創聖のアクエリオン』のCMソングに起用され、リバイバルヒットした[108][109][110][注釈 23]。同曲は2009年JASRAC賞銀賞を受賞した他、ダウンロードにおいてミリオン認定を獲得した。
- 2008年
  - 『崖の上のポニョ』の主題歌として使われた藤岡藤巻と大橋のぞみの「崖の上のポニョ」が、第50回日本レコード大賞の特別賞を受賞する[112][113]。
- 2009年
  - 6月。水樹奈々のアルバム『ULTIMATE DIAMOND』が発売され、声優アーティスト初のオリコン週間1位を獲得する[72][114]。
  - 7月。『けいおん!』から派生した放課後ティータイムの『放課後ティータイム』が発売され、アニメキャラクター初のオリコン週間1位を獲得する[72][115]。
  - 『あにゃまる探偵 キルミンずぅ』のオープニングテーマとしてタイ王国出身の歌手・Neko Jumpの「Poo」が起用される。日本のアニメ主題歌でタイ語の歌詞はこれが初[116][注釈 24]。
  - 『WHITE ALBUM』のオープニングテーマとして使われた水樹奈々の「深愛」が、「第60回NHK紅白歌合戦」の曲目として起用される。声優アーティストがNHK紅白歌合戦に歌手として出場するのはこれが初[72][118]。

#### 2010年代
- 2010年
  - 『俺の妹がこんなに可愛いわけがない』において、ニコニコ動画でエンディング・テーマ曲を募集する企画が行われた[119]。
  - 12月1日。Billboard JAPANが、アニメソング・アニメ声優の楽曲を対象とした音楽チャート「Hot Animation」を開始[注釈 25]。第一回（2010年12月6日付）の1位は寿美菜子の「Startline」[120]。
- 2011年
  - 『新世紀エヴァンゲリオン』のオープニングテーマとして使われた高橋洋子の「残酷な天使のテーゼ」が、2010年度の日本音楽著作権協会における著作権使用料分配額（国内作品）で1位を記録し、2011年JASRAC賞金賞を受賞する[121]。
  - 12月4日。水樹奈々が声優アーティスト初の東京ドーム単独公演を行う[72][122]。
- 2012年
  - 『THE IDOLM@STER ANIM@TION MASTER 生っすかSPECIAL 01』が第54回日本レコード大賞の企画賞を受賞する[123]。
- 2013年
  - 『革命機ヴァルヴレイヴ』のオープニングテーマとして使われた「Preserved Roses」と「革命デュアリズム」が、第55回日本レコード大賞の企画賞を受賞する[124][125]。
  - 『進撃の巨人』のオープニングテーマとして使われたLinked Horizon「紅蓮の弓矢」が「第64回NHK紅白歌合戦」の曲目として起用される[126][127]。
- 2014年
  - 3月。ディズニーのアニメ映画『アナと雪の女王』のサウンドトラック『アナと雪の女王 オリジナル・サウンドトラック』の日本盤が発売され、アニメ映画のサウンドトラック盤として、オリコン史上歴代1位の売上枚数を達成[128]。累計では100万枚を超えるヒットになる[72]。
  - 第56回日本レコード大賞で『アナと雪の女王』が特別映画音楽賞を、『妖怪ウォッチ』が特別賞を受賞する[129][130]。
  - 『アナと雪の女王』の劇中歌として使われた松たか子の「レット・イット・ゴー 〜ありのままで〜」が、レコチョクのダウンロードシングルランキングである「レコチョクランキング」[131]、iTunes Store（日本）のダウンロードシングルランキングである「iTunes 年間トップセラー：ソング」[132]、YouTube（日本）の音楽ビデオ再生ランキング[133]で、それぞれ2014年度の1位を獲得する。
- 2015年
  - 各種メディアミックス作品『ラブライブ!』の各種楽曲を担当した声優ユニット・μ'sが第66回NHK紅白歌合戦に出場[134]。
  - 『高見沢俊彦プロデュース　ウルトラヒーローソング列伝』が第57回日本レコード大賞の企画賞を受賞する[135]。
- 2016年
  - 6月22日。この日発売された『許斐 剛☆サプライズLIVE〜一人テニプリフェスタ〜』をもって、2001年12月5日発売のHIRO-X「future」から始まった[136]『テニスの王子様』（『新テニスの王子様』を含む）の関連CDが400タイトルを達成した[137]。
  - 第58回日本レコード大賞で『君の名は。』のサウンドトラックを担当したRADWIMPS、『シン・ゴジラ』のサウンドトラックを担当した鷺巣詩郎・伊福部昭が特別賞を受賞する[138][139]。
- 2017年
  - 3月24日。フライングドッグやランティス、KADOKAWAなどアニメソングを扱う企業各社が共同で、世界初となるアニメソング専門のスマートフォン向け定額配信サービス「ANiUTa（アニュータ）」を開始[140]。
  - 2017年までに『名探偵コナン』のテーマソングの歌唱を21曲担当した倉木麻衣が「同じアーティストにより歌われたアニメシリーズのテーマソング最多数」としてギネス世界記録に認定される[141]。
  - アニメ映画『打ち上げ花火、下から見るか? 横から見るか?』の主題歌として使われたDAOKO × 米津玄師の「打上花火」が、YouTube（日本）の「国内年間トップトレンド音楽動画」で、2017年度の年間1位を獲得する[142]。
- 2018年
  - 7月11日。AWAがアニメ・声優ソングなどを扱う公式アカウント「アワアニメ」を開設する[143]。
  - アニメ映画『打ち上げ花火、下から見るか? 横から見るか?』の主題歌として使われたDAOKO × 米津玄師の「打上花火」が、Spotifyの発表による「日本国内で最も再生された楽曲」で、2018年度の年間1位を獲得する[144]。
- 2019年
  - ソニー・ミュージックエンタテインメントの企画で平成アニソン大賞が開催され、『新世紀エヴァンゲリオン』のオープニングテーマとして使われた高橋洋子の「残酷な天使のテーゼ」と、『円盤皇女ワるきゅーレ』の挿入歌として使われたメロキュアの「Agape」が大賞を受賞した[145]。
  - 森口博子の『GUNDAM SONG COVERS』（ガンダムシリーズ主題歌のカバーアルバム）が第61回日本レコード大賞の企画賞を受賞する[146][147][148]。

#### 2020年代
- 2020年
  - 第62回日本レコード大賞でアニメ映画『劇場版 鬼滅の刃 無限列車編』の主題歌として使われたLiSAの「炎」が大賞を、『鬼滅の刃』が特別賞を受賞する[149][150][151]。
  - 『鬼滅の刃』のオープニングテーマとして使われたLiSAの「紅蓮華」が、Spotifyの発表による「海外で最も再生された国内アーティストの楽曲」で、2020年度の年間1位を獲得する[152]。
- 2021年
  - 『鬼滅の刃』のオープニングテーマとして使われたLiSAの「紅蓮華」が、2020年度の日本音楽著作権協会における著作権使用料分配額（国内作品）で1位を記録し、2021年JASRAC賞金賞を受賞する[153]。
  - 『東京喰種トーキョーグール』第1期のオープニングテーマとして使われたTK from 凛として時雨の「unravel」がSpotifyの日本上陸5周年を記念したランキングで「過去5年間に海外で最も再生された日本のアーティストの楽曲」にて1位を獲得する[154]。
  - 『呪術廻戦』のオープニングテーマとして使われたEveの「廻廻奇譚」が、Spotifyの発表による「海外で最も再生された日本のアーティストの楽曲」で、2021年度の年間1位を獲得する[155]。
  - 『BEASTARS』第2期のオープニングテーマとして使われたYOASOBIの「怪物」が、YouTube（日本）の「国内トップトレンド音楽動画ランキング」で、2021年度の1位を獲得する[156]。
- 2022年
  - 1月。『進撃の巨人 The Final Season Part 2』のオープニングテーマとして使われたSiMの「The Rumbling」が、1月29日付の米ビルボードの「Hot Hard Rock Songs」チャートで1位を獲得する[157]。
  - 『チェンソーマン』において、各話ごとに異なるアーティストがエンディングテーマを書き下ろした[158]。
  - 9月1日。『ONE PIECE FILM RED』の主題歌として使われたAdoの「新時代」が、Apple Musicの全世界デイリーチャート「トップ100：グローバル」で1位を獲得する[159]。
  - 12月6日。水木一郎が肺がんのため死去[160]。
  - 12月9日。『鬼滅の刃 遊郭編』のオープニングテーマとして使われたAimerの「残響散歌」がBillboard JAPANの総合楽曲チャートであるJapan Hot 100で2022年度[注釈 26]の年間1位を獲得する[161][162][163]。
  - 12月。映画『ONE PIECE FILM RED』の登場人物であるウタ（声：名塚佳織、歌：Ado）がテレビの各種音楽番組やイベントに「出演」する「UTA TV LIVE TOUR」という企画が行われた[164]。
- 2023年
  - 6月10日。『【推しの子】』のオープニングテーマとして使われたYOASOBIの「アイドル」が、米ビルボードの「Billboard Global Excl. U.S.」で週間1位を獲得する[165]。
  - 2023年までに『蒼穹のファフナー』シリーズの楽曲の歌唱を34曲担当したangelaが「同じアーティストにより歌われたアニメーションフランチャイズの歌曲の最多数」としてギネス世界記録に認定される[166]。
  - 10月26日。『チェンソーマン』のオープニングテーマとして使われた米津玄師の「KICK BACK」が、アメリカレコード協会からゴールドディスクの認定を受ける[167]。
  - 第65回日本レコード大賞で『呪術廻戦』が特別賞を受賞する[168]。
  - 『【推しの子】』のオープニングテーマとして使われたYOASOBIの「アイドル」が、Japan Hot 100で2023年度[注釈 27]の年間1位を獲得する[169]。
- 2024年
  - 『マッシュル-MASHLE-神覚者候補選抜試験編』のオープニングテーマとして使われたCreepy Nutsの「Bling-Bang-Bang-Born」が、Japan Hot 100[170]、Billboard JAPANの「日本国外でヒットした日本の楽曲」のランキングであるGlobal Japan Songs Excl. Japan[171]で、それぞれ2024年度[注釈 28]の年間1位を獲得する。
  - 第66回日本レコード大賞で『忘却バッテリー』オープニングテーマとして使われたMrs. GREEN APPLEの「ライラック」が大賞を受賞する[172]。
- 2025年
  - 国内最大規模の音楽賞となるMUSIC AWARDS JAPANが創設され、楽曲カテゴリーの中に最優秀アニメ楽曲賞が設けられる。第1回はYOASOBI「アイドル」が受賞[173]。

### その他
著名なアニメソングを（アニメソング以外でも活躍する）アーティストがカバーすることも多い。人気アニメの最新作の楽曲を担当した際にシリーズ旧作の楽曲をカバーするケース、ライブ映像作品のみにカバー曲が収録されるケースもみられる。
2016年のミクシィの調査によると、高校野球の定番応援曲としても、著名なアニメソングが多数上位に入っている。

## アニメソング番組
テレビ番組やラジオ番組でも、アニメソングを軸にした番組が放送されている。

## アニメソングのライブイベント・フェスティバル
アニメソングのライブイベントとしては、特定の作品のイベントに付随する形でライブパートが設けられていたり、アニメソング歌手や声優によるライブ・コンサートが開催されるのがほとんどで、複数の作品ないし放送局や制作会社、レコードレーベルをまたがった形のイベントはアニメ紅白歌合戦などわずかに見られる程度であった。
2005年に始まったAnimelo Summer Live（アニサマ）が開催されると、アニメソングにおけるフェスティバル（アニソンフェス）が定着化、アニサマやそれ以前から開催しているANIME JAPAN FES（AJF）、アニサマ以後に開始したANIMAX MUSIX、リスアニ! LIVEなど、大規模なアニソンフェスが開催されるようになり、中にはランティス祭りやKING SUPER LIVEのようにレコード会社が単独開催するものも出ている。
また、アニメソングやアニメのBGMをオーケストラ編成に編曲し、実際に管弦楽団や交響楽団が演奏するコンサートイベントや、Re:animationなどのようにクラブで開催しアニメソングなどをリミックスした形でかけるダンスイベント（アニクラ）なども開催されている。

### 主なライブイベント
- アニメ紅白歌合戦（ニッポン放送主催、1983年から断続的に開催し、2012年から2017年まで毎年開催）
- ANIME JAPAN FES（バースデーソング音楽出版主催、1997年より開始し、大小合わせて年間10数公演開催）
- Animelo Summer Live（ドワンゴ（MAGES.の時期あり）・文化放送・BS11主催、2005年より開催）
- ANIMAX MUSIX（アニマックスブロードキャスト・ジャパン主催、2009年より開催）
  - この他、姉妹イベントとして新人中心の小型ライブ「ANIMAX MUSIX NEXTAGE」も開催している。
- アニうた KITAKYUSHU（北九州市ほか主催、2009年より開催。2015年以降は「北九州ポップカルチャーフェスティバル」内にて中小規模のアニメソングイベントを実施。）
- リスアニ! LIVE（エムオン・エンタテインメント企画、リスアニ!LIVE実行委員会ほか主催、2010年より開催）
  - この他、リスアニ!系ではライブハウスでの小規模開催である「リスアニ! CIRCUIT」やアニクライベントの「リスアニ! ナイト」、FM802『802 Palette』との共催による「リスパレ!LIVE」も開催している。
- あにゅパ!!（ANiUTa主催、2017年・2018年に開催）
- みちのくアニソンフェス 〜Eastern Gale（ランティス及び仙台放送主催、2012年より開催）
- ナゴヤアニソンフェス（ジャパンイベントプロモーション主催、2014年より開催）
- 声優紅白歌合戦（中田譲治発案、東北新社主催、2019年より開催）
- アニソンキング（アニソンキング実行委員会主催、2009年の開始当初は「アニソン紅白」の名称で開催。2012年から名称変更した後、2013年の開催後以後休止）
- きたまえ↑ 札幌☆マンガ・アニメフェスティバル（札幌マンガ・アニメフェスティバル実行委員会主催、2012年より開催。同イベントの一環でアニソン野外ライブイベントを実施、2014年・2015年は「アニフォレ」と称する。2016年より大型イベントを休止、2017年まで「きたまえ」の名称を冠した関連イベントを継続）
- ナガノアニエラフェスタ（アニエラ主催、2017年より開催）
- 特定のレーベル・アニメ製作会社主催によるライブイベント
  - Live5pb.（5pb.→MAGES.主催、2008年より開催）
  - ブシロードライブ（ブシロード→ブシロードミュージック主催、2009年にブシロードカードゲームLIVEとして開始、2014年より現名称に）
  - ランティス祭り（ランティス主催、2009年、2014年、2019年（以上日本国内）、2015年（海外）に開催）
  - P's LIVE（ポニーキャニオン主催、2014年より開催）
  - KING SUPER LIVE（キングレコード主催、2015年、2017年、2018年、2024年に開催）
  - 日本コロムビア アニメソング50th THE LEGENDS（日本コロムビア主催、同社アニメソング50周年記念として2015年に開催）
  - #コロちゃんフェス（日本コロムビア主催、同社創立110周年記念として2020年に開催予定だったが、新型コロナウイルス感染症の流行により開催中止が発表された[176]）
  - かどみゅ!（かどみゅ!製作委員会主催、KADOKAWA（メディアファクトリーブランドを含む）製作アニメの主題歌による音楽レーベル横断型ライブイベント）
  - ANI-ROCK FES.（ソニー・ミュージックエンタテインメント企画、同社が製作に関わる週刊少年ジャンプ連載漫画原作アニメ作品の主題歌によるライブイベント、2016年と2018年に開催）
  - SME MUSIC THEATER 2017（ソニー・ミュージックエンタテインメント主催、2017年開催）
  - SACRA MUSIC FES.2019–NEW GENERATION-（SACRA MUSIC主催、2019年開催）
  - NBCUniversal ANIME×MUSIC FES.〜25th ANNIVERSARY〜（NBCユニバーサル・エンターテイメントジャパン主催、旧パイオニアLDC時代から数えてアニメ部門発足25周年を記念して2018年に開催）
  - 犬フェス!（フライングドッグ主催、同レーベル発足10周年を記念して、2019年に複数回開催）
  - バンダイナムコエンターテインメントフェスティバル（バンダイナムコエンターテインメント主催、バンダイナムコグループ制作コンテンツによるレーベル横断型ライブイベント、2019年より開催）

## 日本国外のアニメソング

### アメリカ
ウォルト・ディズニー・カンパニーのアニメーション作品で、楽譜として発売されたオリジナル曲の第一号は、1930年の「ミニーのユー・フー!（ミニーのヨー・ホー）」である。この曲はミッキーマウスのテーマソングの一つである。
1931年にキャブ・キャロウェイが歌った「ミニー・ザ・ムーチャ」は、ラジオ放送によって全米で人気を呼び、さらに翌年の1932年にフライシャー兄弟によるベティ・ブープ主演のアニメーション「ベティの家出」の劇中歌として演奏されたこともあって、異例の大ヒットとなった。
1933年に公開された『三匹の子ぶた』の挿入歌「狼なんかこわくない」は大ヒットとなり、ディズニー初のヒットソング として知られる。続いて1934年公開の『アリとキリギリス』主題歌の「ザ・ワールド・オウズ・ミー・ア・リビング (The World Owes Me A Living)」も大ヒットした。
1938年、前年公開の『白雪姫』のサウンドトラックアルバム『白雪姫 オリジナル・サウンドトラック』が発売された。映画用に録音されたサウンドトラックがレコードとして発売されるのはこれが初である。
1940年代にザ・サティスファイアーズが歌ったフェイマス・スタジオ制作のアニメシリーズ『リトル・ルル』の同名主題歌は、ビル・エヴァンスが1964年発売のアルバム『トリオ'64』（旧邦題：『リトル・ルル』）でカバーし人気を呼んだ。
1960年代から放送された『ピーナッツ』のテレビアニメでは、当時のテレビ番組では珍しいジャズによるサウンドトラックが使用された。また、1965年に放送されたテレビスペシャル『スヌーピーのメリークリスマス』のサウンドトラック盤『スヌーピーのメリークリスマス』は、2023年現在までに全米録音資料登録簿にジャズのジャンルで登録された唯一のクリスマスアルバムであり、アメリカレコード協会でクインタプル（5×）・プラチナ認定を獲得している。
『アーチーでなくちゃ!』のキャラクターによって結成された架空のバンド「アーチーズ」が、モンキーズらを手がけたドン・カーシュナーのプロデュースによって現実世界でもデビューし（実際にはスタジオ・ミュージシャンらによる歌唱）、1969年に「シュガー・シュガー」が大ヒットした。
1994年に発売されたディズニーのアニメ映画『ライオン・キング』のサウンドトラック盤『ライオン・キング/オリジナルサウンドトラック』は、最も売れたアニメーション映画のサウンドトラックとしてギネス世界記録に認定されている。

### 韓国
韓国のアニメソング（歌詞のある主題歌）の歴史は、1967年、日韓共同制作のテレビアニメ『黄金バット』が日本と同じ30分枠で放送され、日本版の主題歌を韓国語訳したものが流されたことが本格的な始まりとされる。それまで韓国で放送されていた『ポパイ』や『ウッドペッカー』などのアメリカ製アニメでは、演奏のみのオープニングテーマが使用されていたこともあった。同じく1967年に公開された韓国初の長編アニメーション『洪吉童』（ホンギルトン、邦題『少年勇者ギルドン』）にも主題歌があった。
当初、韓国で放送される日本製アニメの主題歌は、日本版主題歌に韓国語歌詞を載せることもあれば、韓国独自に作曲した主題歌が使われることもあり様々であったが、1980年代に入ると多くの作品で韓国独自に作曲した主題歌が使われるようになった。以前日本版主題歌を使用して放送した作品でも、後の再放送では独自の主題歌が使われる場合もあった。
韓国製劇場版アニメーションにおいて、オリジナル・サウンドトラックがレコードとして発売されるのは1976年公開の『テコンV宇宙作戦』が初である。
1997年放送の韓国製テレビアニメ『霊魂騎兵ラジェンカー（ラゼンカ）』ではロックバンドのN.EX.Tが主題歌を担当した。アニメ自体は興行的に失敗したが、主題歌を収録したサウンドトラック盤は30万本を売り上げるヒットとなった。この頃になると、日本製アニメの主題歌にも、韓国の人気歌手が歌う独自の主題歌が使われる例が現れる一方で、日本版主題歌に韓国語歌詞を載せたものも存在した。ビデオ販売やケーブルテレビでの放送では日本版主題歌を使用し、地上波の放送では独自の主題歌が使われた例もあった。
2006年には、OVA『Re:キューティーハニー』の主題歌として使われた倖田來未の「キューティーハニー」が、韓国においてアユミが日本語原詞に忠実な韓国語訳詞でカバーしヒットする。

### フランス
フランスで放送される日本製アニメの主題歌は、日本版の主題歌にそのままフランス語歌詞を載せて歌う例が多く、『キャンディ・キャンディ』や『UFOロボ グレンダイザー』などが挙げられる。『UFOロボ グレンダイザー』は、後年の再放送では同じ菊池俊輔のメロディをもとに、シンセサイザーによる独自のアレンジを施した版も使われている。

### イタリア
イタリアではいくつかの日本製アニメにおいて、日本版の主題歌がそのまま使われている。高い視聴率を得て今も多くのイタリア人が知る代表的なものは『鋼鉄ジーグ』である。一方で多くの主題歌はイタリア独自に作曲したものに差し替えられている。劇中のBGMはほとんどが日本のオリジナルのまま使われているが、『アルプスの少女ハイジ』は例外的にBGMもドイツ版が用いられており、近年ではアメリカ経由で配信された『スマイルプリキュア!』がBGMを差し替えている。劇中で流れる挿入歌は、1990年代までの作品は日本語のまま流れることが少なからずある。
『魔法の天使クリィミーマミ』は、オープニング曲こそ独自の楽曲が使用されているが、挿入歌として日本版の主題歌「デリケートに好きして」（イタリア語: Dimmi che mi ami teneramente）が、そのままのメロディかつタイトルもほぼそのままの訳で、イタリアのアニメソング歌手クリスティーナ・ダヴェーナによって歌われている。エンディング曲2種も同様に日本版の楽曲が使用されている。
クリスティーナ・ダヴェーナはイタリアのいわゆる「アニソン女王」であり、500曲以上のアニメ主題歌を歌っている。日本以外で制作されたアニメも若干含まれるが、ほとんどは日本製アニメである。多くはイタリア独自に作曲した主題歌であるが、中には日本版の主題歌をそのまま歌った例もある。『愛してナイト』でダヴェーナは主役やっこちゃん（リチアと改名）の声優を務め、またイタリアで独自に実写ドラマ化してその主役も演じ、大ブレイクした。これに端を発するダヴェーナの人気の高さから、以前別の主題歌で放送した番組でも、1980年代後半以降ダヴェーナが別の楽曲を歌ってそれに差し替えて再放送する例も多く見られる。（『ベルサイユのばら』、『おはよう! スパンク』、『キャプテン翼』など）。2020年現在55歳のダヴェーナは、1990年代（『美少女戦士セーラームーン』など）、2000年代（『東京ミュウミュウ』など）、2010年代（『ドラえもん』新版など）、現在にかけても多くのアニメソングを担当し、精力的に活動している。
2010年代以降のイタリアでの日本製アニメの放送は、オリジナルを重視して日本版の主題歌をそのままイタリア語訳して歌う傾向に回帰してきた。『美少女戦士セーラームーンCrystal』では女性歌手ユニット「ラッジ・フォトーニチ」（マジンガーZの必殺技「光子力ビーム」の意味）によって歌われ、ダヴェーナの次世代であるアニソン専門のユニットが頭角を表してきたことをイタリアのアニメファンに知らしめた。また同作品の「月虹」をはじめとするエンディング曲は全て日本語のままで放送された。他にも『遊戯王』、『妖怪ウォッチ』、『イナズマイレブン』などが、日本版の主題歌をそのままイタリア語訳で歌っている。『魔法少女まどか☆マギカ』はオープニング、エンディングとも日本語のままで放送された。